# Losino-Petrovsky
Losino-Petrovsky (em russo: Лоси́но-Петро́вский) é uma cidade da Rússia situada no óblast de Moscou. Localiza-se na confluência dos rios Voria e Kliazma, à 52 km ao nordeste da cidade de Moscou, e tem uma população de cerca de 22,550 habitantes (2010). 